# Poèmes à Lou
Pour les articles homonymes, voir Lou.
Poèmes à Lou, d'abord intitulé Ombre de mon amour, est un recueil de poèmes posthume de Guillaume Apollinaire, dédié à Louise de Coligny-Châtillon et publié dans sa version actuelle en 1955. Écrite en grande partie au front, où Apollinaire sert comme engagé volontaire, cette correspondance poétique amoureuse, cherche, alors que Louise s'éloigne, à prolonger sur le plan littéraire « une liaison brève et ardente, pleine d'outrance et de liberté ».

## Genèse
Guillaume Apollinaire et Louise de Coligny Châtillon se rencontrent en 1914, au moment de la mobilisation qui suit l'entrée en guerre de la France et alors que le poète vient de s'engager dans l'artillerie,. Celle qui va devenir sa muse lui est présentée par un ami, dans un restaurant niçois. Sa déclaration d'amour, dans une lettre datée du 28 septembre 1914, commence en ces termes :

« Vous ayant dit ce matin que je vous aimais, ma voisine d'hier soir, j'éprouve maintenant moins de gêne à vous l'écrire. Je l'avais déjà senti dès ce déjeuner dans le vieux Nice où vos grands et beaux yeux de biche m'avaient tant troublé que je m'en étais allé aussi tôt que possible afin d'éviter le vertige qu'ils me donnaient. »

Après une liaison courte, intense, orageuse et enflammée, Louise rompt en mars 1915, au moment ou Apollinaire quitte le sud de la France pour monter au front. Ils entretiennent ensuite une correspondance quasiment quotidienne. Jusqu'à l'été suivant, il espère la reconquérir. Avec le temps, ses lettres s'espacent et deviennent plus impersonnelles. La dernière, assez froide, est datée du 18 janvier 1916,.
Ce qui nous a été conservé de cette correspondance amoureuse tient en deux cent vingt lettres d’Apollinaire et quarante-trois de Louise. Au dos de ces courriers souvent chargés d'érotisme, Guillaume rédige 76 poèmes, y intégrant parfois des calligrammes. N'en ayant pas fait de copie, il demande à Louise de les conserver, en vue d'une éventuelle publication. Ce livre ne verra cependant pas le jour du vivant du poète, même si certaines pièces ont été détachées de leur origine pour figurer dans le recueil Calligrammes. Alors qu'Apollinaire considérait ces poèmes comme « [ses] meilleurs depuis la guerre », Louise de Coligny ne semble cependant pas avoir pris la mesure de l'art qu'elle avait inspiré.
Si je mourais là-bas...
Si je mourais là-bas sur le front de l’armée

Tu pleurerais un jour ô Lou ma bien-aimée

Et puis mon souvenir s’éteindrait comme meurt

Un obus éclatant sur le front de l’armée

Un bel obus semblable aux mimosas en fleur

Et puis ce souvenir éclaté dans l’espace

Couvrirait de mon sang le monde tout entier

La mer les monts les vals et l’étoile qui passe

Les soleils merveilleux mûrissant dans l’espace

Comme font les fruits d’or autour de Baratier

Souvenir oublié vivant dans toutes choses

Je rougirais le bout de tes jolis seins roses

Je rougirais ta bouche et tes cheveux sanglants

Tu ne vieillirais point toutes ces belles choses

Rajeuniraient toujours pour leurs destins galants

Le fatal giclement de mon sang sur le monde

Donnerait au soleil plus de vive clarté

Aux fleurs plus de couleur plus de vitesse à l’onde

Un amour inouï descendrait sur le monde

L’amant serait plus fort dans ton corps écarté

Lou si je meurs là-bas souvenir qu’on oublie

— Souviens-t’en quelquefois aux instants de folie

De jeunesse et d’amour et d’éclatante ardeur —

Mon sang c’est la fontaine ardente du bonheur

Et sois la plus heureuse étant la plus jolie

## Publication posthume

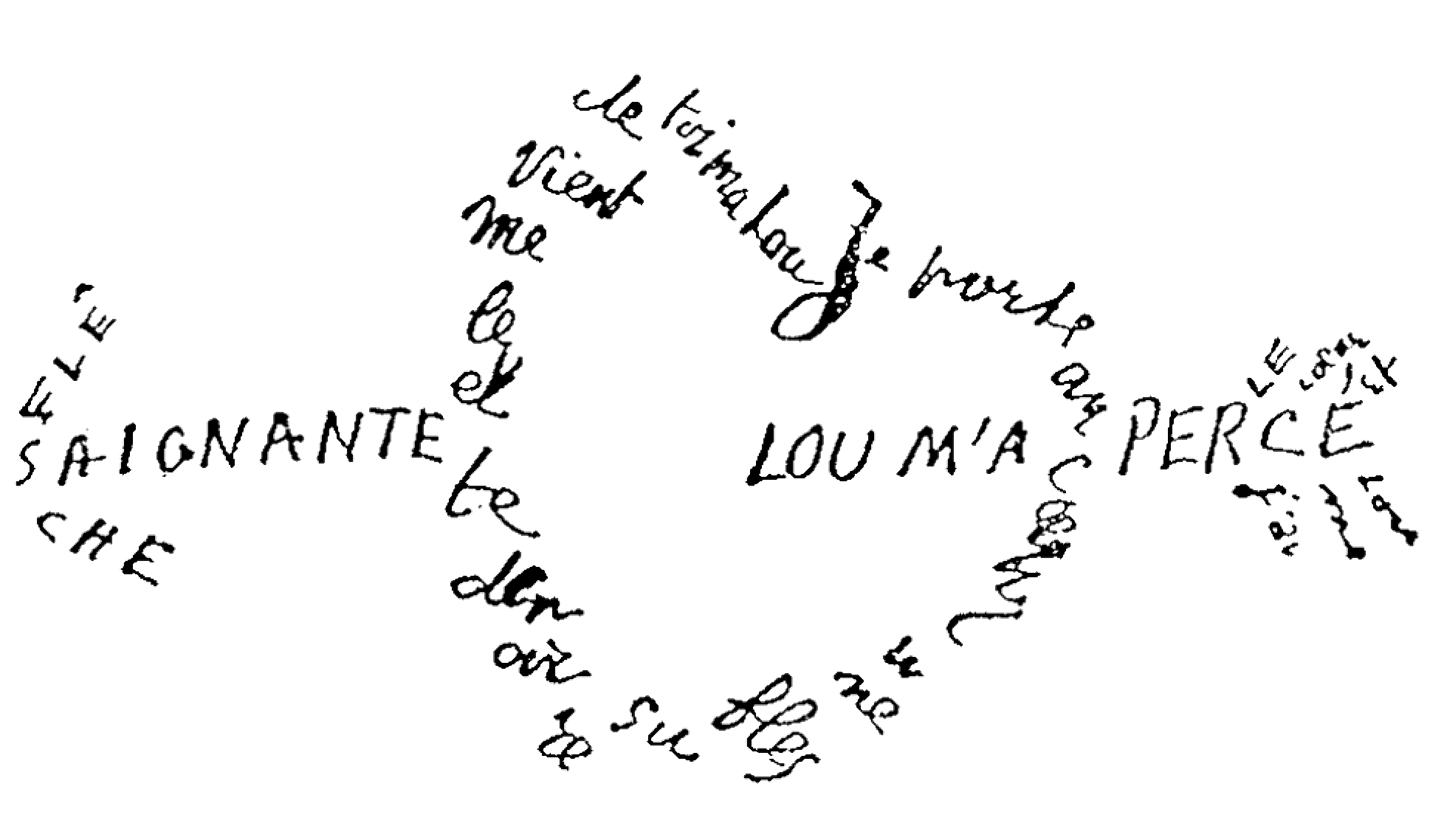

En 1945, André Rouveyre publie certains des poèmes à Lou dans un recueil d'articles intitulé Apollinaire.
En 1947, Pierre Cailler publie, à Genève, six poèmes et des vers dans un recueil qu'il intitule Ombre de mon amour.
En 1955, le même éditeur fait paraître une version intégrale en fac-similé. C'est cette édition de 76 poèmes qui sert aujourd'hui de référence. Ils y sont présentés en ordre chronologique, permettant de suivre d'une part l'évolution des sentiments du poète vis-à-vis de sa muse et, d'autre part, l'irruption de la guerre dans la vie d'Apollinaire. À mesure que la séparation tiédit sa passion pour Louise, le ton enflammé et érotique des poèmes cède la place à l'appréhension de la mort, à la nostalgie du temps de paix et à la solitude du soldat. À partir du moment où tout espoir de retrouver son amour est perdu, Apollinaire substitue à l'amante charnelle une amante littéraire qu'il recrée par une véritable métamorphose poétique. Parallèlement, il sublime par le langage et la poésie son expérience du front,,.
- Poèmes à Lou, 1re édition sous le titre Ombre de mon amour, Vésenaz près Genève, Pierre Cailler, 1947.
- Poèmes à Lou, Genève, Pierre Cailler, 1955.
- Poèmes à Lou, précédé de Il y a, Paris, Gallimard, «Poésie», 1969.
- Poèmes à Lou de G. Apollinaire, commentaire de L. Campa, Gallimard, Foliothèque, 2005
- Je pense à toi mon Lou. Poèmes et lettres d'Apollinaire à Lou, Paris, Textuel, 2007.